# Synchlora intacta
Synchlora intacta är en fjärilsart som beskrevs av W. Warren 1905. Synchlora intacta ingår i släktet Synchlora och familjen mätare. Inga underarter finns listade i Catalogue of Life.